# Bodony
Bodony es un pueblo del condado de Heves, Hungría, en la cordillera de Mátra, junto a los arroyos Áldozó y Kata-réti. Según las estimaciones de 2024, tenía una población de 683 habitantes. El pueblo se encuentra a 5,9 km de la línea ferroviaria n.º 84 Kisterenye–Kál-Kápolna, a 30,7 km de la carretera principal 3 y a 37,3 km de la autopista M3. Aunque la parada de tren Mátraderecske es la más cercana, el transporte público en la línea ferroviaria cesó el 3 de marzo de 2007. La estación de tren más cercana con transporte público en Bátonyterenye está a 24,6 km.

## Historia
La primera mención escrita del asentamiento data de 1275, pero en realidad estuvo habitado incluso antes, como lo indican los nombres de las tumbas de los hunos en el valle de Áldozó. La iglesia se construyó cerca de la confluencia de dos arroyos en el pueblo y está decorada con frescos del siglo XIII. Las montañas de Mátra son claramente visibles desde el asentamiento, por lo que se construyó una torre de vigilancia. En Bodony se elabora queso y miel, y el Museo del Pasado y el Presente conserva el recuerdo de la industria alfarera.

## Demografía
De acuerdo con el censo de 2022, el 93,3% de la población era de origen húngaro, el 16,8% gitano, el 0,7% eslovaco y el 6,2% no quiso responder. La distribución religiosa era la siguiente: el 50,1% eran católicos romanos, el 2,4% calvinistas, el 10,3% no confesional y el 33,1% no quiso responder. Los gitanos tienen un gobierno local de nacionalidad. No hay población en granjas.
Población por años:
| Año       | 1870 | 1880 | 1890 | 1900 | 1910 | 1920 | 1930 | 1941 |
| --------- | ---- | ---- | ---- | ---- | ---- | ---- | ---- | ---- |
| Población | 1556 | 1467 | 1598 | 1783 | 1684 | 1872 | 1931 | 1900 |
| Año       | 1949 | 1960 | 1970 | 1980 | 1990 | 2001 | 2011 | 2022 |
| Población | 1472 | 1437 | 1270 | 1183 | 1009 | 873  | 807  | 684  |

## Política
Alcaldes desde 1990:
- 1990-1994: Imre Kovács (independiente)[7]
- 1994-2010: László Borsos (independiente)[8][9][10][11]
- 2010-2019: István Kovács (independiente, pero desde 2014 apoyado por el Fidesz-KDNP)[12][13]
- 2019–: János Vince (independiente)[14][15][1]